# Акокиса (народ)
Акокиса (англ. Akokisa, исп. Orcoqisac) — исчезнувшее индейское племя Северной Америки, населявшее территории залива Галвестон. Люди проживали вдоль рек Сан-Джесинто и реки Тринити современного штата Техас.

## Этноним и язык
Этноним акокиса означает «люди реки» и предполагает несколько вариантов обозначения: Akokisa, Accockesaw, Han. Han племя назвал испанский конкистадор Альвар Нуньес Кабеса де Вака, узнавший о существовании этих индейцев в 1528 году. Название акокиса дано испанцами тем атакапа, кто проживал на юго-востоке Техаса между заливом Тринити и реками Тринити, Сабин.
Говорили на одном из трёх диалектов языка атакапа — акокиса, который порою считается не диалектом, но близким атакапа языком.

## История и культура
Некоторые исследователи определяют акокиса как одно из племён, вступившим в контакт в XVI веке с европейцами под руководством Кабеса де Вака. В 1700-х годах испанцы основали недолго просуществовавшие поселение Сан-Ильдефонсо (1748—1749 годы) и форт на территории акокиса. Местность попала в поле зрение французов. В 1805 году зафиксированы два поселения акокиса: главная деревня на реке Колорадо в 200 милях к юго-западу от Накодочес и одно между реками Нечес и Сабин.
Численность акокиса в 1650 году составляла около 2000 человек, в 1747 году — 300 семей (что представляет завышенную цифру), в 1760—1770 годах было 80 мужчин акокиса.
Эпидемия 1777—1778 годов и разрушительное влияние европейской колонизации привели к исчезновению народа к концу XIX века. Окончательная судьба племени неизвестна.
В начале XIX века акокиса охотились на оленей и медведей, рыбачили, собирали фрукты и, вероятно, немного занимались сельским хозяйством. Считается, над племенем не стоял верховный вождь, акокиса вели полуосёдлый образ жизни.